# Unter der Hardt
Unter der Hardt ist ein Ortsteil von Nümbrecht im Oberbergischen Kreis im südlichen Nordrhein-Westfalen innerhalb des Regierungsbezirks Köln.

## Lage und Beschreibung
Der Ort liegt am Nordhang des  Bröltales zwischen den Nümbrechter Ortsteilen Bierenbachtal im Norden und Breunfeld im Süden.